# لوکمن هورونا
لوکمن هورونا (انگلیسی: Lukman Haruna؛ زادهٔ ۴ دسامبر ۱۹۹۰) یک بازیکن فوتبال اهل نیجریه است.
وی همچنین در تیم‌های ملی فوتبال نیجریه نیجر بازی کرده‌است.